# Elisabeth Forck
 Elisabeth Wilhelmine Forck  (* 18. Januar 1900 in Bremen-Seehausen; † 7. September 1988 in Bremen) war eine deutsche Pädagogin.

## Biografie
Forck war als siebtes Kind von zehn Kindern die Tochter des Pastors Daniel Benjamin Forck (1861–1918) in Seehausen, der 1902 Pastor an den städtischen Krankenanstalten in Bremen wurde. Ihre ältere Schwester Tusnelde Forck (1897–1972) war Hauswirtschaftslehrerin.

Forck besuchte die Höhere Mädchenschule von Hedwig Kriebisch und schloss die Schule mit dem Besuch des Gymnasiums ab. Von 1918 bis 1923 studierte sie klassische Philologie und Theologie an der Universität Göttingen und der Universität Marburg. Ihr Lehrerreferendariat absolvierte sie in Göttingen und Hannover. 1926 erfolgte ihre Berufung an die öffentliche Mädchenoberschule Kleine Helle in Bremen-Mitte, die seit 1925 auch einen humanistischen Zweig eröffnet hatte. Sie war damals die jüngste Studienrätin im Deutschen Reich.
Forck war seit 1933 Mitglied der Kirchgemeinde von St. Stephani (zeitweise Bekennende Gemeinde Alt-Stephani-Süd) in Bremen um Pastor Gustav Greiffenhagen, der in der Zeit des Nationalsozialismus im Widerspruch zur offiziellen Kirche und zum Bremer Landesbischof stand. Elisabeth Forck, Tusnelde Forck, Maria Schröder, Hedwig Baudert, Anna Dittrich und Magdalene Thimme unterstützten den bedrängten Theologen. Bekannt wurde ihr Einsatz für die Judenchristen der Gemeinde. Dies blieb nicht ohne Folgen; die Gestapo und andere Behörden bedrängten sie.
1949 wurde sie als Nachfolgerin von Mathilde Plate Direktorin des wieder aufgebauten Gymnasiums Kleine Helle, das von 1950 bis 1954 auch den B-Zweig für die mittlere Reife geführt hatte. 1963 wurde an der Mädchenschule die Koedukation, die gemeinsame Bildung von Jungen und Mädchen, eingeführt. Als Oberstudiendirektorin Forck trat sie 1963 in den Ruhestand; ihr folgte 1964 Erika Opelt-Stoevesandt als Schulleiterin. Das Gymnasium bestand bis um 1986.
Forck war seit 1950 Mitglied der Bremischen Gesellschaft für Brüderlichkeit – Gesellschaft für Christlich-Jüdische Zusammenarbeit, von 1968 bis 1976 war sie deren evangelische Vorsitzende. 1966 kümmerte sich diese Gesellschaft auf Wunsch des Bremer Senats um die 350 Zeugen aus Israel und den USA, die in Bremen in zwei Holocaust-Prozessen aussagten. Das Konzert eines jüdischen Orchesters im Bremer Dom wurde besonders beachtet. 
1972 engagierte sie sich für die Wiederwahl von Willy Brandt als Bundeskanzler.
Elisabeth Wilhelmine Forck liegt auf dem Riensberger Friedhof in Bremen-Schwachhausen begraben.

## Ehrungen
- 1965 lehnte sie die Verleihung des Bundesverdienstkreuzes für ihren Einsatz für die Judenchristen ab, da sie dieses Handeln „als selbstverständliche Christenpflicht“ angesehen hatte.
- Die Elisabeth-Forck-Straße in Bremen-Obervieland wurde 1996 nach ihr benannt.